# Hacquetia
Hacquetia là một tạp chí khoa học và công nghệ của Ba Lan, được xuất bản bởi Nhà xuất bản Sciendo từ ngày 10 tháng 7 năm 2007. Lĩnh vực khoa học công bố chính của tạp chí bao gồm: Phân loại học, Thực vật học, Động vật học, Sinh thái thực vật, Công nghệ sinh học và Cổ học, với trọng tâm địa lý là Đông Nam châu Âu. Tạp chí xuất bản bằng tiếng Anh, một năm xuất bản hai tập. Tất cả các bài báo trên tạp chí đều được truy cập miễn phí trên cơ sở Truy cập Mở (Open access).

## Mã số xuất bản
- ISSN: 1581-4661 (bản in)
- eISSN: 1854-9829 (bản điện tử)
- DOI: 10.2478/hacq
- Nhà xuất bản Sciendo

## Chỉ số ảnh hưởng của tạp chí
- Chỉ số SJR (Scimago Journal Rank) năm 2019: 0.299[3]
- Chỉ số SNIP (Source Normalized Impact per Paper) năm 2019: 1.005[3]
- Chỉ số Scopus CiteScore năm 2019: 2.1[3]
- Chỉ số H Index năm 2019: 12[4]
- Danh mục tạp chí SCIE năm 2019: Nhóm Q2[4]
- Open Agriculture được lập chỉ mục trích dẫn trong các cơ sở dữ liệu khoa học[5]: 
  - AGRICOLA (National Agricultural Library)
  - AGRIS
  - Baidu Scholar
  - Cabell's Whitelist
  - CABI (over 50 subsections)
  - CNKI Scholar (China National Knowledge Infrastructure)
  - CNPIEC - cnpLINKer
  - COBISS
  - Dimensions
  - DLIB.SI
  - DOAJ (Directory of Open Access Journals)
  - EBSCO (relevant databases)
  - EBSCO Discovery Service
  - Genamics JournalSeek
  - Google Scholar
  - Japan Science and Technology Agency (JST)
  - J-Gate
  - JournalGuide
  - JournalTOCs
  - KESLI-NDSL (Korean National Discovery for Science Leaders)
  - Microsoft Academic
  - MyScienceWork
  - Naver Academic
  - Naviga (Softweco)
  - Primo Central (ExLibris)
  - ProQuest (relevant databases)
  - Publons
  - QOAM (Quality Open Access Market)
  - ReadCube
  - Reaxys
  - Referativnyi Zhurnal (VINITI)
  - SCImago (SJR)
  - SCOPUS
  - Semantic Scholar
  - Sherpa/RoMEO
  - Summon (ProQuest)
  - TDNet
  - Ulrich's Periodicals Directory/ulrichsweb
  - WanFang Data
  - Web of Science - Biological Abstracts
  - Web of Science - BIOSIS Previews
  - WorldCat (OCLC)

## Trang web của tạp chí
- https://content.sciendo.com/view/journals/hacq/hacq-overview.xml?rskey=rzfb8e&tab_body=overview